# Levesen
Levesen è una frazione (Ortsteil) del comune di Hespe, nel land della Bassa Sassonia, in Germania.

## Storia
Già comune autonomo nel circondario di Schaumburg-Lippe, fu soppresso e incorporato a Hespe il 1º marzo 1974.